# Deutsche Eishockey-Meisterschaft 1929
Die Deutsche Eishockey-Meisterschaft 1929 war die 13. Austragung dieser Titelkämpfe.
Die Spiele um die Meisterschaft fanden vom 19. bis 21. Januar 1929 auf dem Riessersee bei Garmisch-Partenkirchen statt. Die ursprünglich geplante Austragung in Berlin musste aufgegeben werden, da im Sportpalast keine Eisanlage zur Verfügung stand und andere Stadien wegen der milden Witterung nicht in Frage kamen.
Die Spiele wurden nach den internationalen Regeln mit einer Spielzeit von drei Mal 15 Minuten ausgetragen.

## Teilnehmer
Teilnehmen konnten die Meister der Unterverbände und die Vizemeister Bayerns und Berlins (Norddeutscher Eissportverband):
- Norddeutscher Eissportverband (Berlin):
  - SC Brandenburg (Meister)
  - Berliner Schlittschuhclub (Vizemeister)
- Bayerischer Eissport-Verband:
  - EV Füssen (Meister)
  - SC Riessersee (Vizemeister)
- Südwestdeutscher Eissport-Verband:
  - HC Stuttgart
- Landesverband Ostdeutschland (Ostpreußen):
  - VdS Tilsit

## Vorrunde

### Gruppe A
| 19. Januar 1929 | Berliner Schlittschuhclub | 1:0 (0:0, 1:0, 0:0) | ESV Füssen | Riessersee, Garmisch |

| 20. Januar 1929 | Berliner Schlittschuhclub | 12:1 (4:0, 3:0, 5:1) | VdS Tilsit | Riessersee, Garmisch |

| 20. Januar 1929 | ESV Füssen | 6:1 (3:1, 2:0, 1:0) | VdS Tilsit | Riessersee, Garmisch |

|    |                           | Sp | S | U | N | Tore  | Punkte |
| -- | ------------------------- | -- | - | - | - | ----- | ------ |
| 1. | Berliner Schlittschuhclub | 2  | 2 | 0 | 0 | 12:01 | 4:0    |
| 2. | ESV Füssen                | 2  | 1 | 0 | 1 | 06:02 | 2:2    |
| 3. | VdS Tilsit                | 2  | 0 | 0 | 2 | 02:17 | 0:4    |

Abkürzungen: Sp = Spiele, S = Siege, U = Unentschieden, N = Niederlagen

### Gruppe B
| 19. Januar 1929 | SC Riessersee | 9:0 (4:0, 3:0, 2:0) | HC Stuttgart | Riessersee, Garmisch |

| 20. Januar 1929 | SC Brandenburg Berlin | 6:0 (2:0, 3:0, 1:0) | HC Stuttgart | Riessersee, Garmisch |

| 20. Januar 1929 | SC Riessersee Ludwig, Schröttle | 2:0 (0:0, 2:0, 0:0) | SC Brandenburg Berlin | Riessersee, Garmisch |

|    |                       | Sp | S | U | N | Tore  | Punkte |
| -- | --------------------- | -- | - | - | - | ----- | ------ |
| 1. | SC Riessersee         | 2  | 2 | 0 | 0 | 11:0  | 4:0    |
| 2. | SC Brandenburg Berlin | 2  | 1 | 0 | 1 | 06:02 | 2:2    |
| 3. | HC Stuttgart          | 2  | 0 | 0 | 2 | 00:15 | 0:4    |

Abkürzungen: Sp = Spiele, S = Siege, U = Unentschieden, N = Niederlagen

## Spiel um Platz 3
| 21. Januar 1929 13:30 Uhr | ESV Füssen | 5:0 Wertung (0:4) | SC Brandenburg Berlin | Riessersee, Garmisch |

Der SC Brandenburg setzte den Torsteher Holz ein, dessen Amateurstatus als Sportlehrer und professioneller Trainer für Feldhockey zweifelhaft war. Füssen legte erfolgreich Protest ein und wurde auf Platz 3 gesetzt.

## Finale
| 21. Januar 1929 | SC Riessersee 2:1 Slevogt | 1:2 (0:0, 1:0, 1:1) | Berliner Schlittschuhclub 1:0 Jaenecke 2:0 R.Ball | Riessersee, Garmisch |

### Meistermannschaft
| Deutscher Meister 1929 Berliner Schlittschuhclub | Alfred Steinke Max Holsboer, Gustaf Johansson, Gustav Jaenecke, Herbert Brück, Erich Römer, Reichenheim, Rudi Ball, Heinz Ball |